# Os, Värnamo
Os (cunoscut anterior sub numele de Ohs) este o localitate situată în partea de sud a Suediei, pe malul sudic al lacului Rusken. Aparține administrativ de comuna Värnamo din comitatul Jönköping. 
Vechi centru de prelucrare a fierului (din secolul al XVIII-lea). În secolul al XIX-lea, turnătoria a fost transformată în fabrică de hârtie, aceasta din urmă desființată în 1978. Pe traseul Os - Bor funcționează un tren turistic tras de locomotive cu abur.
Biserica din localitate datează din perioada 1929-1931.